# Germanes de Sant Joan Baptista
Les Germanes de Sant Joan Baptista són una congregació religiosa femenina de dret pontifici. Les seves germanes reben el nom popular de Baptistines i posposen al seu nom les sigles C.S.S.G.B.

## Història
L'institut fou fundat el 26 de setembre de 1878 a Angri (província de Salern, Campània, a la diòcesi de Nocera Inferiore-Sarno) pel sacerdot Alfonso Maria Fusco (1839-1910) i la noble Maddalena Caputo, que en fou la primera superiora. El 2 d'agost de 1888 fou aprovat pel bisbe de Nocera Luigi del Forno. Obtingué el decretum laudis pontifici el 24 de juny de 1917 i fou aprovat per la Santa Seu l'1 de març de 1927. Les constitucions foern aprovades el 7 de maig de 1935.

## Activitat i difusió
Les baptistines es dediquen a l'ensenyament dels infants, l'assistència als ancians i malalts i la pastoral a les parròquies (catequesi i animació litúrgica).
Es troben a l'Argentina, Brasil, Canadà, Xile, Corea del Sud, Filipines, l'Índia, Itàlia, Madagascar, Malawi, Mèxic, Moldàvia, Polònia, Estats Units, Sud-àfrica i Zàmbia. La seu general és a Roma. En acabar 2005, la congregació tenia 894 religioses en 128 cases.